# Estação Salvador
A Estação Salvador é uma das estações do Metrô de Santiago, situada em Santiago, entre a Estação Baquedano e a Estação Manuel Montt. Faz parte da Linha 1.
Foi inaugurada em 31 de março de 1977. Localiza-se no cruzamento da Avenida Providencia com a Avenida Eliodoro Yáñez. Atende a comuna de Providencia.